# Lee Haxall
Lee Haxall (* 20. Jahrhundert) ist eine US-amerikanische Filmeditorin aus Los Angeles.
Lee Haxall absolvierte ein Studium der Filmproduktion an der University of Southern California. Seit Ende der 1980er Jahre ist sie als Filmeditorin für amerikanische Filme und Fernsehserien tätig, ihr Schaffen umfasst mehr als 30 Produktionen. Ihre Schwerpunkte liegen bei humoristischen Produktionen.
1997 wurde sie für eine Folge der Serie Arli$$ mit dem CableACE Award ausgezeichnet. Für den Schnitt der Pilotfolge der Serie Arrested Development wurde sie 2004 mit einem Primetime Emmy geehrt.

## Filmografie (Auswahl)
- 1996: Arli$$ (Fernsehserie, eine Folge)
- 2002–2003: The Shield – Gesetz der Gewalt (The Shield, Fernsehserie, 6 Folgen)
- 2003–2004: Arrested Development (Fernsehserie, 9 Folgen)
- 2004: Meine Frau, ihre Schwiegereltern und ich (Meet the Fockers)
- 2005: Ein Duke kommt selten allein (The Dukes of Hazzard)
- 2006: Bierfest (Beerfest)
- 2008: Der Love Guru (The Love Guru)
- 2009–2010: Navy CIS: L.A. (NCIS: Los Angeles, Fernsehserie, 7 Folgen)
- 2011: Crazy, Stupid, Love.
- 2011: Take Me Home Tonight
- 2011: Wie ausgewechselt (The Change-Up)
- 2013: Der unglaubliche Burt Wonderstone (The Incredible Burt Wonderstone)
- 2015: Sisters
- 2016: Mike and Dave Need Wedding Dates
- 2018: Overboard
- 2019: Always Be My Maybe